# Orient grec i Occident llatí
Orient grec i Occident llatí és un concepte utilitzat per distingir entre les dues parts del món grecoromà, concretament les regions orientals que tenien el grec com a lingua franca (Anatòlia, Grècia, els Balcans, el Llevant i Egipte) i les regions occidentals que tenien el llatí (Magrib, Europa central, Gàl·lia, Ibèria, Itàlia i les Illes Britàniques). Durant l'Imperi Romà hi havia hagut una divisió entre les àrees llatinòfones i les hel·lenòfones, que fou afavorida per canvis administratius en l'estructura de l'Imperi entre el segle iii i el segle v, que acabà desembocant en la creació d'administracions distintes per a les meitats occidental i oriental de l'imperi.
Des de la caiguda de la part occidental de l'imperi, els termes «Orient grec» i «Occident llatí» s'apliquen a àrees que anteriorment formaven part de les parts oriental o occidental de l'imperi, així com a àrees que caigueren dins l'esfera cultural grega o llatina sense haver format part de l'Imperi Romà. Històricament s'ha dividit el cristianisme en cristiandat occidental (catolicisme i protestantisme) i cristiandat oriental (ortodòxia, ortodòxia oriental i tradicions afins). En segon lloc, els europeus tradicionalment han vist una bretxa cultural entre Occident i Orient tant a Europa com al Mediterrani. Les cultures associades amb els ibers, gots, francs, hongaresos, lituans, celtes, eslaus occidentals i l'Església Catòlica Romana (Europa central i occidental) tradicionalment s'han considerat occidentals. Aquestes cultures adoptaren el llatí com a lingua franca durant l'edat mitjana. Les cultures associades amb els imperis Romà d'Orient i Rus (grecs, eslaus ortodoxos, eslaus orientals i meridionals), els romanesos i, en menor mesura, els albanesos tradicionalment s'han considerat orientals. Aquestes cultures utilitzaren el grec o l'antic eslau com a lingua franca durant l'alta edat mitjana.